# سكوت ليدوكس
سكوت ليدوكس (بالإنجليزية: Scott LeDoux)‏ مواليد 7 يناير 1949 في مينيسوتا، الولايات المتحدة - الوفاة 11 أغسطس 2011، كان ملاكم محترف أمريكي صنّف ضمن فئة الوزن الثقيل. كان خصمه في نزاله الأخير هو فرانك برونو حيث خسر أمامه.

## المسيرة الاحترافية
من نزالاته:
- خسر أمام فرانك برونو بالضربة الفنية القاضية (1983/05/03).
- خسر أمام غيري كوتزي بالضربة القاضية (1982/03/27).
- خسر أمام جريج بيج بالضربة الفنية القاضية (1981/12/11).
- خسر أمام لاري هولمز بالضربة الفنية القاضية (1980/07/07).
- تعادل مع كين نورتون (1979/08/19).
- خسر أمام رون لايل (1979/05/12).
- تعادل مع ليون سبينكس (1977/10/22).
- خسر أمام جورج فورمان بالضربة الفنية القاضية (1976/08/14).

## إحصائيات
خاض خلال مسيرته 50 نزالا، فاز في 33 وتعادل في 4 وخسر في 13. فاز بالضربة القاضية في 22 نزالا.

## روابط خارجية
- سكوت ليدوكس على موقع بوكس ريك (الإنجليزية) (registration required)
- سكوت ليدوكس على موقع قاعدة بيانات المصارعة على الإنترنت (الإنجليزية)